# Thomas Fowler (Erfinder)
Thomas Fowler (* 1777 in North Devon; † 31. März 1843) war ein Erfinder und Mathematiker aus Devon in England.
1828 erhielt er ein Patent auf einen Vorläufer der heutigen Zentralheizung, die auch bereits im Jahr darauf erfolgreich installiert wurde.
Um 1830 wurde er Manager einer Bank und Schatzmeister der Torrington Poor Law Union. Um seine Arbeiten zu erleichtern, erfand er im Jahre 1840 eine hölzerne Rechenmaschine, deren Funktion auf einem ternären Code beruht. Auch wenn wenig über diese Maschine bekannt ist, haben doch Zeitzeugen ihre Funktionalität bestätigt. Im Jahre 2000 wurde die Maschine rekonstruiert – ein Original blieb nicht erhalten.